# Riserva naturale Laurentino-Acqua Acetosa
La riserva naturale Laurentino-Acqua Acetosa è un'area naturale protetta situata in provincia di Roma e occupa una superficie di 273 ettari nel quartiere romano di Fonte Ostiense, ed è catalogata da Roma Capitale come "area di valore intermedio".

## Territorio
Il suolo è costituito prevalentemente da tufo, e si sviluppa su terreni formatisi a seguito dalle antiche eruzioni  del Vulcano Laziale, occupando prevalentemente tre fondovalli: da nord a sud il Fosso del Ciuccio, il Fosso dell'Acqua Acetosa e il Fosso del Vallerano. I primi due raggiungono il Vallerano dopo località "il Castellaccio" (dopo la via Colombo), qualche centinaio di metri prima che questi affluisca nel Tevere.
Il primo fosso, fortemente urbanizzato, costituisce l'asse attorno al quale si sviluppa l'anello viario del Laurentino 38. È parzialmente attrezzato per il tempo libero.
Nel secondo fosso l'uso del territorio è vario, essendo presenti aree residenziali e altre destinate all'agricoltura. La sua particolarità deriva dalla presenza nella zona orientale della "zona archeologica dell'Acqua Acetosa Ostiense" e, al bordo sud-orientale, della sorgente di acqua minerale San Paolo.
Il terzo fosso ha i caratteri di una valle agricola, e ha mantenuto omogeneo l'aspetto assunto dopo la bonifica idraulica effettuata negli anni trenta del XX secolo.
Si tratta di una zona fortemente antropizzata, in uno dei municipi più popolosi di Roma, quello dell'Eur

## Fauna
Nei fossi di acqua dolce che attraversano la Riserva vivono il granchio di fiume (Potamon fluviatile), la rana (Rana sp.), il rospo (Bufo bufo) e il tritone (Triturus sp.). Tra i rettili, oltre alla biscia dal collare (Natrix natrix), si trovano il biacco (Hierophis viridiflavus), la lucertola (Lacertilia sp.), il geco comune (Tarentola mauritanica). Tra la fauna notturna sono presenti la volpe (Vulpes vulpes), i pipistrelli nani (Pipistrellus pipistrellus), gli istrici (Hystrix cristata) e i ricci (Erinaceus europaeus). mentre tra i rapaci, che spesso nidificano nei numerosi casali della Riserva, il gheppio (Falco tinnunculus), la civetta (Athene noctua) e il falco pellegrino (Falco peregrinus). Numerose infine le specie di uccelli, tra cui l'airone cinerino (Ardea cinerea), la gallinella d'acqua (Gallinula chloropus), l'upupa (Upupa epops) e l'usignolo (Luscinia megarhynchos) - segnalato barbagianni (Tyto alba) infine anche il faggiano comune (Phasianus colchicus).

## Flora
Boschi di leccio (Quercus ilex) e roverella (Quercus pubescens), salici (Salix sp.), pioppi (Populus sp.), eucalipto (Eucalyptus sp.). L'area presenta una copertura modesta, modificata dall'intenso uso agricolo e dall'urbanizzazione limitrofa, ma che presenta buone possibilità di recupero.

## Punti di interesse
Il nome di "Acqua Acetosa" (o Acquacetosa o Acqua Cetosa) è dovuto alla presenza del fosso dell'Acqua Acetosa, un torrente tributario del Vallerano, affluente di sinistra del Tevere, altrimenti detto Acqua Acetosa Ostiense, per differenziarla da un'altra omonima nel quartiere Parioli.
Grosso modo al chilometro 8 della via Laurentina, è presente una fonte di acqua minerale sulfurea. Nota agli antichi romani, pare venisse utilizzata anche per scopi terapeutici. Tale acqua era venduta da ambulanti conosciuti come "Acquacetosari". Nel 1937 venne installato un impianto per la raccolta e la commercializzazione, chiamato "Fonte S. Paolo", attualmente chiuso, sine die, per inquinamento della falda.
Probabilmente tale fonte veniva utilizzata già in epoca protostorica, poiché proprio sul pianoro prospiciente il fosso e la fonte dell'Acqua Acetosa si sviluppò un abitato, attualmente identificato con Tellenae. Nel 1976 il villaggio e la vicina necropoli sono stati protetti con l'istituzione della "zona archeologica" dell'Acqua Acetosa, che però non fa parte della Riserva Naturale.

## Problematiche
L'area interessata dalla riserva è una delle più piccole (152 ettari inizialmente, poi aumentati a 273) della Provincia di Roma. La biodiversità è ridotta a poche specie floreali e faunistiche, in particolare antropofile. Le zone agricole sono quelle più simili all'aspetto precedente il massiccio intervento edilizio.
Per quanto riguarda il sito archeologico, questo è chiuso al pubblico, pur rientrando nell'area di riqualificazione della Riserva, essendo di esclusività della Soprintendenza archeologica di Roma. Questo fazzoletto di terra di pochi ettari risulta essere un punto nevralgico da sciogliere per un coerente sviluppo della Riserva, poiché, oltre alle antichità romane, vi si trovano il casale seicentesco di San Sisto e il  vecchio stabilimento di imbottigliamento della Fonte San Paolo.